# パンミー

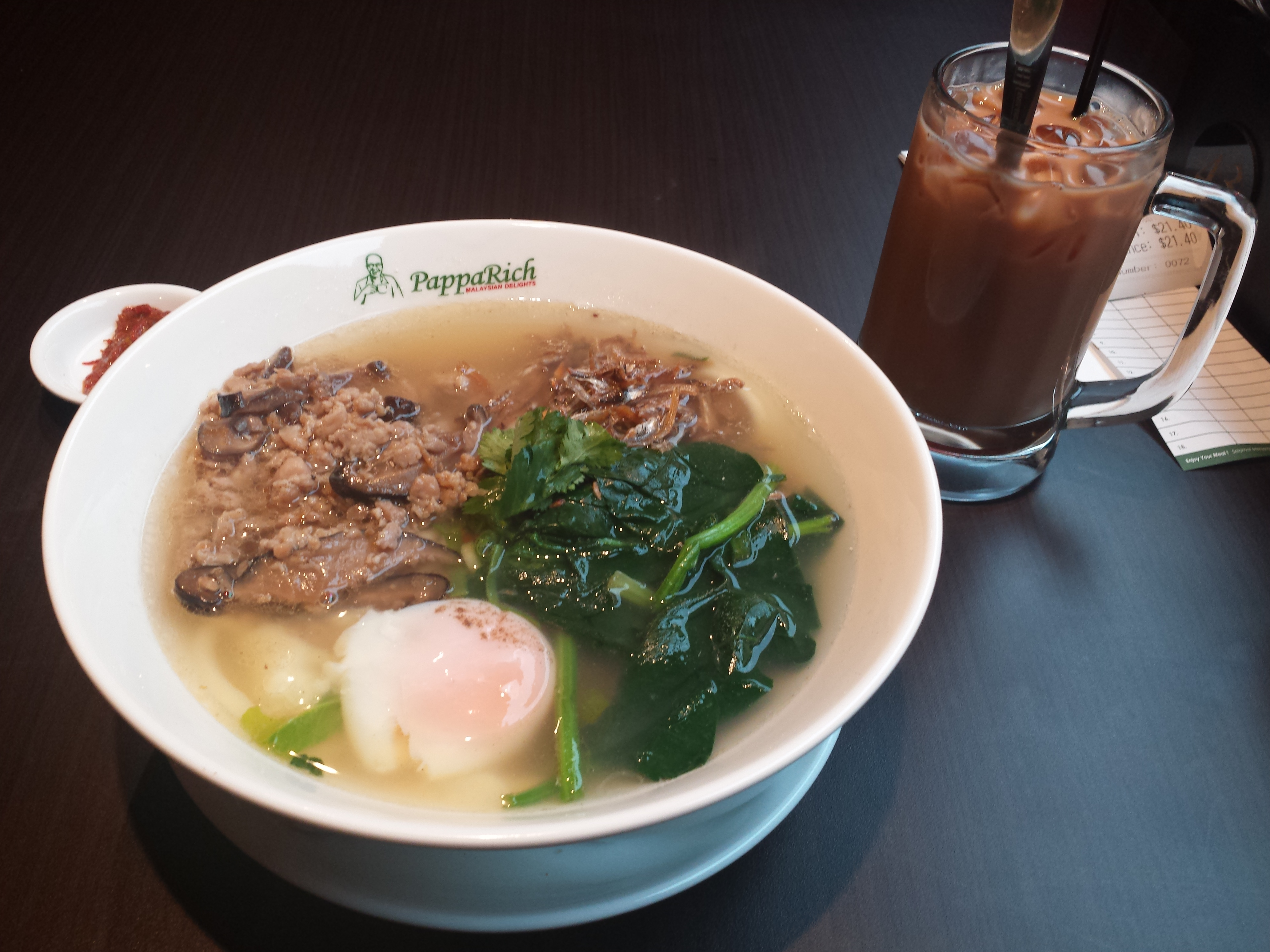
パンミーの例

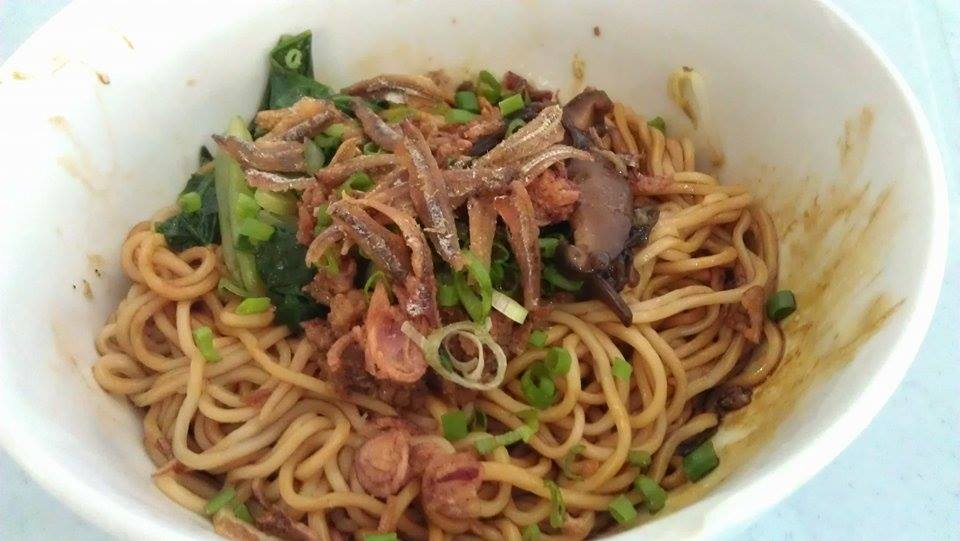
パンミーの例（まぜ麺タイプ）

パンミー（pan mee）は、マレーシアで食されている中華麺、およびその麺を用いた麺料理。漢字表記では板麺となる。
卵入り小麦麺であり、板状に麺生地を伸ばしてからカットすることから名づけられている。
麺生地を板状に伸ばしさえすればパンミーとなるのでカットのしかたによって、細麺、日本のきしめんのような平麺、日本のすいとんに近いちぎり麺など、さまざまな形状のパンミーがある。
今でこそパンミーの専門店も存在するが、もともとは家庭料理であり、日本のほうとうやだご汁のような気取らない家庭料理であった。そのため、専門店では自家製麺で提供することに拘っている店も多い。
麺料理としてはスープに麺を入れるタイプと、タレを混ぜて食べるまぜ麺タイプとに大別される。
パンミーには様々な麺料理があるが、イカンビリス（ikan bilis）と呼ばれる煮干しをスープの出汁や揚げたイカンビリスを具にしたり、シイタケを使ってうま味を加えたり、サユマニス（sayur manis、和名アマメシバ）と呼ばれる植物の葉が加えられるのが共通的な特徴となる。
まぜ麺タイプにも、サユマニスの入ったスープが別皿で提供され、麺が乾いてくっついた場合にはスープを麺にまわしかけて、ほぐしながら食べる。
マレーシアをはじめとして東南アジアでは、パンミーのような麺料理は屋台での朝食としても食されている。
インスタント麺の製品の販売されている。